# Attentats du 11 avril 2007 à Alger
Pour les articles homonymes, voir Attentats d'Alger.
Les attentats du 11 avril 2007 à Alger, sont une série d'attentats-suicides terroristes islamistes perpétrées à Alger et dans sa périphérie par l'AQMI.
La première attaque a lieu à 10 h 45, aux abords du palais du gouvernement  à Alger-Centre, une voiture piégée explose à l'entrée. Au même moment, une deuxième attaque par trois voitures piégées a lieu contre le commissariat de police de Bab Ezzouar dans la banlieue d'Alger. 
Le bilan officiel des victimes fait état de 33 morts et de 222 blessés.

## Déroulement
Selon la Protection civile, l'attentat visant le Palais du gouvernement, dans le centre d'Alger, a fait 12 morts et 135 blessés. L'attentat perpétré à l'aide de trois voitures piégées contre le commissariat de police de Bab Ezzouar, dans la banlieue d'Alger, a fait 12 morts et 87 blessés. Une des trois explosions a détruit un poste électrique de Sonelgaz et les deux autres ont endommagé gravement le commissariat de ce quartier, comptant des dizaines d'immeubles à plusieurs étages. Les deux attentats à l'explosif ont eu lieu quasi-simultanément vers 10 h 45 (heures locales) (9 h 45 UTC).
L'attentat-suicide à la voiture piégée à l'entrée du Palais du gouvernement a été provoqué par une bombe qui visait les bureaux du Premier ministre. Des débris de verre jonchaient le sol sur un rayon de deux à trois cents mètres à l'entrée du Palais et sur l'esplanade de l'immense bâtisse de plusieurs étages qui abrite notamment les services du ministère de l'Intérieur.
L'attentat est revendiqué par le groupe « Al-Qaïda pour le Maghreb islamique », ex-GSPC, qui s'était peu de temps avant affilié à Al-Qaïda.

## Enquête
Selon les autorités algériennes, Sid-Ali Rachid, dit Ali Dix, conseiller militaire du GSPC (zone Centre) présenté comme le cerveau de ces attaques, a été abattu le 30 juillet 2007 dans la région du Djurdjura avec un de ses complices.